# Цапко Валентин Григорович
Цапко Валентин Григорович (5 липня 1937 — 18 липня 2023) — доктор медичних наук, професор, багаторічний завідувач кафедри охорони праці та інженерної екології НУБіП України (1990—2007 рр.). Заслужений майстер народної творчості України.

## Біографія
Народився 5 липня у м. Вінниця. Закінчив (1961) Київський медичний інститут, де по зікінченню працював на науковій роботі. З 1990 р. паралельно працював завідувачем кафедрою охорони праці та інженерної екології в Українській сільськогосподарській академії (УСГА) — нині НУБіП. Мав хобі — малювання. Помер і похований на Лук'янівському кладовищі в Києві.

## Друковані видання
- Валентин Цапко. Живопис. Альбом. — К.:,Видавництво Харитоненка, 2002. 94 с.
- Валентин Цапко. Пори року. Альбом. — К.:.Видавництво «Авіцена», 2010

## Нагороди і відзнаки
1999 — Цапко В. Г. удостоєний почесного звання «Заслужений майстер народної творчості України».
2020 — присуджнену Державну степендію (Указ Президента України).